# Sean Payton
Sean Payton (San Mateo, 29 dicembre 1963) è un ex giocatore di football americano e allenatore di football americano statunitense dei Denver Broncos della National Football League (NFL). È  conosciuto per essere un allenatore molto offensivo, lo dimostra il record di 2,804 punti e 40,158 yard ottenute nelle prime 100 partite da capo-allenatore in NFL. Prima di diventare allenatore giocò nel ruolo di quarterback a Naperville Central High School e Eastern Illinois University, debuttò in NFL con i Chicago Bears.

## Carriera professionistica come giocatore

### Chicago Bears (1987)
Payton firmò come free agent coi Chicago Bears, dopo non esser stato scelto al Draft 1987. Con loro giocò solamente 3 partite.

## Carriera professionistica come allenatore
Nel 1997 iniziò la sua carriera NFL con i Philadelphia Eagles come allenatore dei quarterback, fino al 1998.
Nel 1999 passò ai New York Giants ricomprendo sempre lo stesso ruolo. Nel 2000 divenne coordinatore dell'attacco, fino al 2002.
Nel 2003 passò ai Dallas Cowboys come assistente del capo-allenatore e allenatore dei quarterback, fino al 2005.

### New Orleans Saints
Nel 2006 passò ai New Orleans Saints come capo-allenatore chiudendo la sua prima stagione vincendo la Division South della NFC con il record di 10 vittorie e 6 sconfitte, venne eliminato al NFC Championship Game dai Chicago Bears. Nel 2009 vinse le prime 13 partite consecutive per poi perdere le ultime 3, vinse comunque la Division South NFC. Nel Division Game, i Saints superarono gli Arizona Cardinals 41-14 e nel NFC Championship Game contro i Minnesota Vikings vinsero per 31-28 nei tempi supplementari.  Il 7 febbraio 2010, i Saints guidati da Payton sconfissero i favoriti Indianapolis Colts nel Super Bowl XLIV disputato a Miami
Nel 2010 chiuse la stagione con 11 vittorie e 5 sconfitte, venendo subito eliminato nel Wild Card Game dai Seattle Seahawks. Nel 2011 vinse per la 3a volta la Division South NFC con il record di 13 vittorie e 3 sconfitte, venne eliminato al Divisional Game dai San Francisco 49ers.
Nella primavera del 2012, Payton fu sospeso per l'intera stagione 2012 per il suo coinvolgimento nello scandalo delle taglie dei New Orleans Saints, un incidente che coinvolse anche diversi giocatori difensivi dei Saints, scoperti ad aver costruito un sistema che assegnava bonus, o "taglie," per prestazioni vietate dal regolamento NFL. Il sistema prese il via nel 2009 (l'anno in cui i Saints vinsero il Super Bowl XLIV) e terminò nel 2011. Tra le altre cose, i giocatori furono scoperti ad incassare bonus per infortunare deliberatamente gli avversari.
Il 28 dicembre 2012, Payton firmò un prolungamento contrattuale quinquennale per continuare ad allenare i Saints. Chiuse la stagione con 11 vittorie e 5 sconfitte, fu eliminato al Divisional Game contro i Seattle Seahawks.
Nelle stagioni 2014, 2015 e 2016 Payton concluse con un record negativo di 7-9, non qualificandosi ai playoff per 3 anni di fila.
Nella stagione 2017 i Saints sotto la sua guida vinsero la division, qualificandosi ai playoff per la prima volta dal 2013. Vennero poi sconfitti al Divisional Game dai Minnesota Vikings. 
Nel 2018 l'allenatore portò la squadra di New Orleans a vincere per il secondo anno consecutivo la propria division, con un record di 13-3. Nei playoff vinsero il primo match, ma uscirono sconfitti nell'NFC Championship Game contro i Los Angeles Rams.
La stagione 2019 seguì la stessa linea della precedente, con un record in regular season di 13-3 e conseguente vittoria della division. I Saints vennero però eliminati al primo round delle wild card ancora per mano dei Minnesota Vikings. Nel 2020 Payton concluse la stagione con un record di 12-4, vincendo la NFC South per la quarta volta consecutiva. I New Orleans Saints vennero sconfitti ai playoff al Divisional Game dai Tampa Bay Buccaneers di Tom Brady.
Nel 2021 Sean Payton e i Saints conclusero la stagione con un record positivo di 9-8, ma finirono secondi nella division e non fù sufficiente a qualificarsi per i playoff. Nel gennaio 2022 annunciò il suo ritiro da allenatore di football.

### Denver Broncos
Nel gennaio 2023, un anno dopo il suo iniziale ritiro, Sean Payton annunciò la sua volontà di tornare ad allenare.
L'allenatore ebbe colloqui con i Denver Broncos, i Carolina Panthers, gli Houston Texans, gli Arizona Cardinals e i Los Angeles Chargers. 
Il 31 gennaio scelse Denver, che per sciogliere il precedente contratto che legava l'allenatore ai New Orleans Saints cedette una scelta del primo giro del draft NFL 2023 e una del secondo giro del 2024.
Payton e i Broncos partirono male, subendo tre sconfitte consecutive di cui una concedendo addirittura 70 punti ai Miami Dolphins nella terza settimana di stagione. La prima vittoria arrivò alla quarta partita fuori casa con Chicago, ma perse le successive due entrando nella settimana 7 con un record di 1-5.
Da quel momento i Broncos vinsero 5 partite di fila ribaltando il filotto negativo, ma a fine stagione non riuscirono a qualificarsi ai playoff con un record di 8-9.
Nel 2024 dopo aver ceduto il quarterback Russell Wilson ai Pittsburgh Steelers, e con il deficit in salary cap più alto della NFL riuscì a finire la stagione con un record di 10-7, qualificandosi ai playoff come Wild Card. 
Payton e i Broncos uscirono però sconfitti al primo turno contro i Buffalo Bills.

## Statistiche come giocatore
Nota: * Fino alla stagione 1991 non veniva contata come statistica.
| Partite totali                   | 3     |
| Partite totali da titolare       | -*    |
| Yard lanciate                    | 79    |
| Touchdown                        | 0     |
| Intercetti subiti                | 1     |
| Percentuale sui lanci completati | 34,8% |
| Sack subiti                      | 7     |
| Yard su corsa                    | 28    |
| Touchdown su corsa               | 0     |
| Passer rating                    | 27,3  |
| Fumble subiti                    | 0     |

## Record come capo allenatore
| Squadra   | Anno      | Stagione regolare | Stagione regolare | Stagione regolare | Stagione regolare | Stagione regolare | Playoff | Playoff | Playoff                                                   |
| Squadra   | Anno      | Vinte             | Perse             | Pari              | %                 | Posizione         | Vinte   | Perse   | Risultato                                                 |
| --------- | --------- | ----------------- | ----------------- | ----------------- | ----------------- | ----------------- | ------- | ------- | --------------------------------------------------------- |
| NO        | 2006      | 10                | 6                 | 0                 | .625              | 1° NFC South      | 1       | 1       | Uscito al NFC Championship Game contro i Chicago Bears    |
| NO        | 2007      | 7                 | 9                 | 0                 | .438              | 3° NFC South      | -       | -       | -                                                         |
| NO        | 2008      | 8                 | 8                 | 0                 | .500              | 4° NFC South      | -       | -       | -                                                         |
| NO        | 2009      | 13                | 3                 | 0                 | .813              | 1° NFC South      | 3       | 0       | Vinse il Super Bowl contro gli Indianapolis Colts         |
| NO        | 2010      | 11                | 5                 | 0                 | .688              | 2° NFC South      | 0       | 1       | Uscito al Wild Card Game contro i Seattle Seahawks        |
| NO        | 2011      | 13                | 3                 | 0                 | .813              | 1° NFC South      | 1       | 1       | Uscito al Divisional Game contro i San Francisco 49ers    |
| NO        | 2013      | 11                | 5                 | 0                 | .688              | 2° NFC South      | 1       | 1       | Uscito al Divisional Game contro i Seattle Seahawks       |
| NO        | 2014      | 7                 | 9                 | 0                 | .438              | 2° NFC South      | -       | -       | -                                                         |
| NO        | 2015      | 7                 | 9                 | 0                 | .438              | 3° NFC South      | -       | -       | -                                                         |
| NO        | 2016      | 7                 | 9                 | 0                 | .438              | 3° NFC South      | -       | -       | -                                                         |
| NO        | 2017      | 11                | 5                 | 0                 | .688              | 1° NFC South      | 1       | 1       | Uscito al Divisional Game contro i Minnesota Vikings      |
| NO        | 2018      | 13                | 3                 | 0                 | .813              | 1° NFC South      | 1       | 1       | Uscito al NFC Championship Game contro i Los Angeles Rams |
| NO        | 2019      | 13                | 3                 | 0                 | .813              | 1° NFC South      | 0       | 1       | Uscito al Wild Card Game contro i Minnesota Vikings       |
| NO        | 2020      | 12                | 4                 | 0                 | .750              | 1° NFC South      | 1       | 1       | Uscito al Divisional Game contro i Tampa Bay Buccaneers   |
| NO        | 2021      | 9                 | 8                 | 0                 | .529              | 2° NFC South      | -       | -       | -                                                         |
| Totale NO | Totale NO | 152               | 89                | 0                 | .631              |                   | 9       | 8       |                                                           |
| DEN       | 2023      | 8                 | 9                 | 0                 | .471              | 3° AFC West       | -       | -       | -                                                         |
| DEN       | 2024      | 10                | 7                 | 0                 | .588              | 3° AFC West       | 0       | 1       | Uscito al Wild Card Game contro i Buffalo Bills           |
| Totale    | Totale    | 170               | 105               | 0                 | .623              |                   | 9       | 9       |                                                           |

## Palmarès

### Franchigia
- Super Bowl : 1

New Orleans Saints: Super Bowl XLIV
- Conference NFC: 1

New Orleans Saints: 2009
- NFC South division: 7

New Orleans Saints: 2006, 2009, 2011, 2017, 2018, 2019, 2020

### Individuale
- Allenatore dell'anno: 1

New Orleans Saints: 2006